# GeSHi
GeSHi (Generic Syntax Highlighter) – biblioteka (klasa w PHP) umożliwiająca kolorowanie składni ponad 100 języków (skryptowych, programowania itp.), w tym tak popularnych jak PHP, CSS, C++, Java, JavaScript, XML, HTML, MySQL, Visual Basic, C#, ASP i wielu innych (pełną listę języków można znaleźć na oficjalnej stronie projektu GeSHi).